# CeBIT

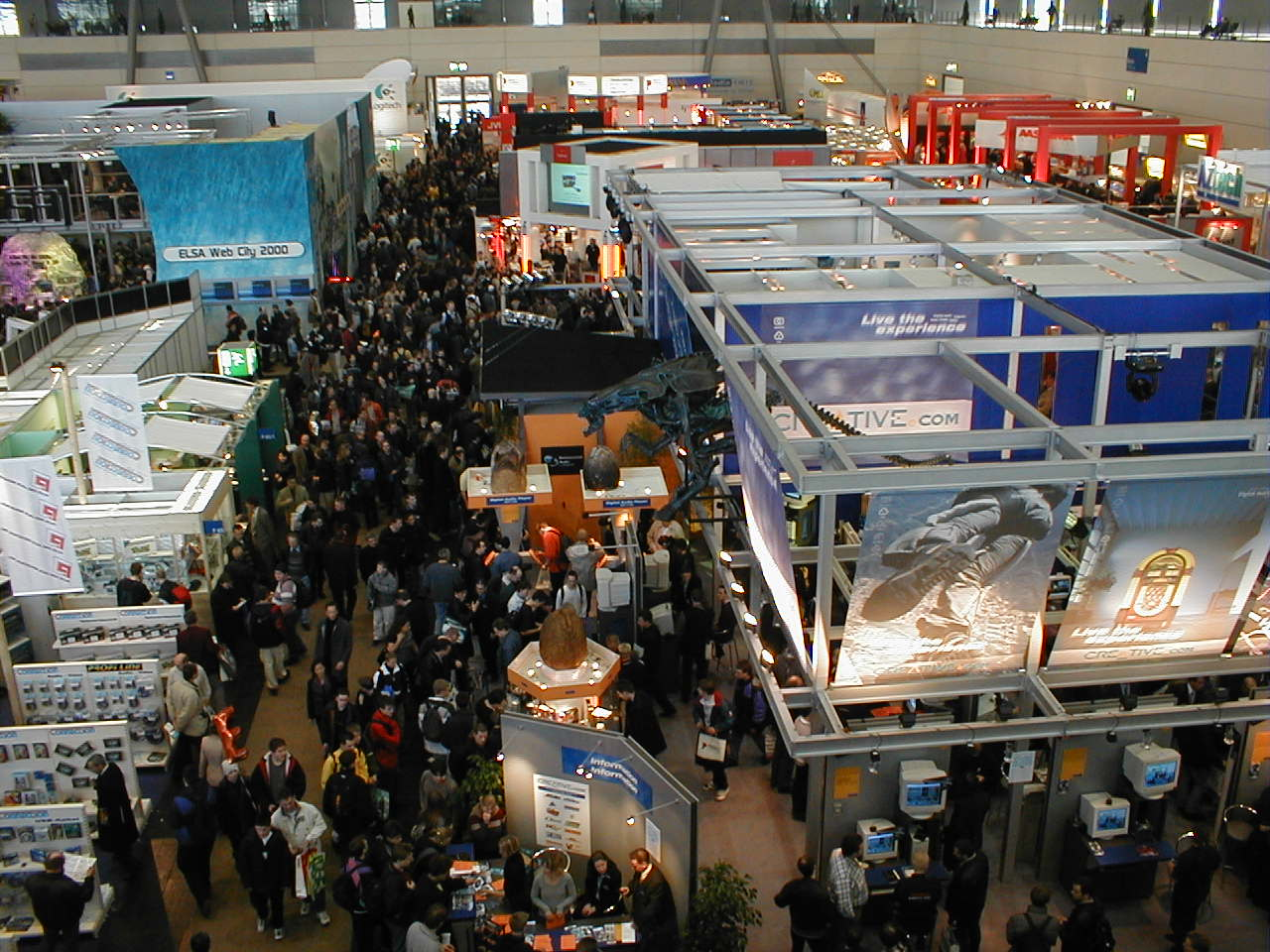
Một gian trưng bày của CeBIT 2000.

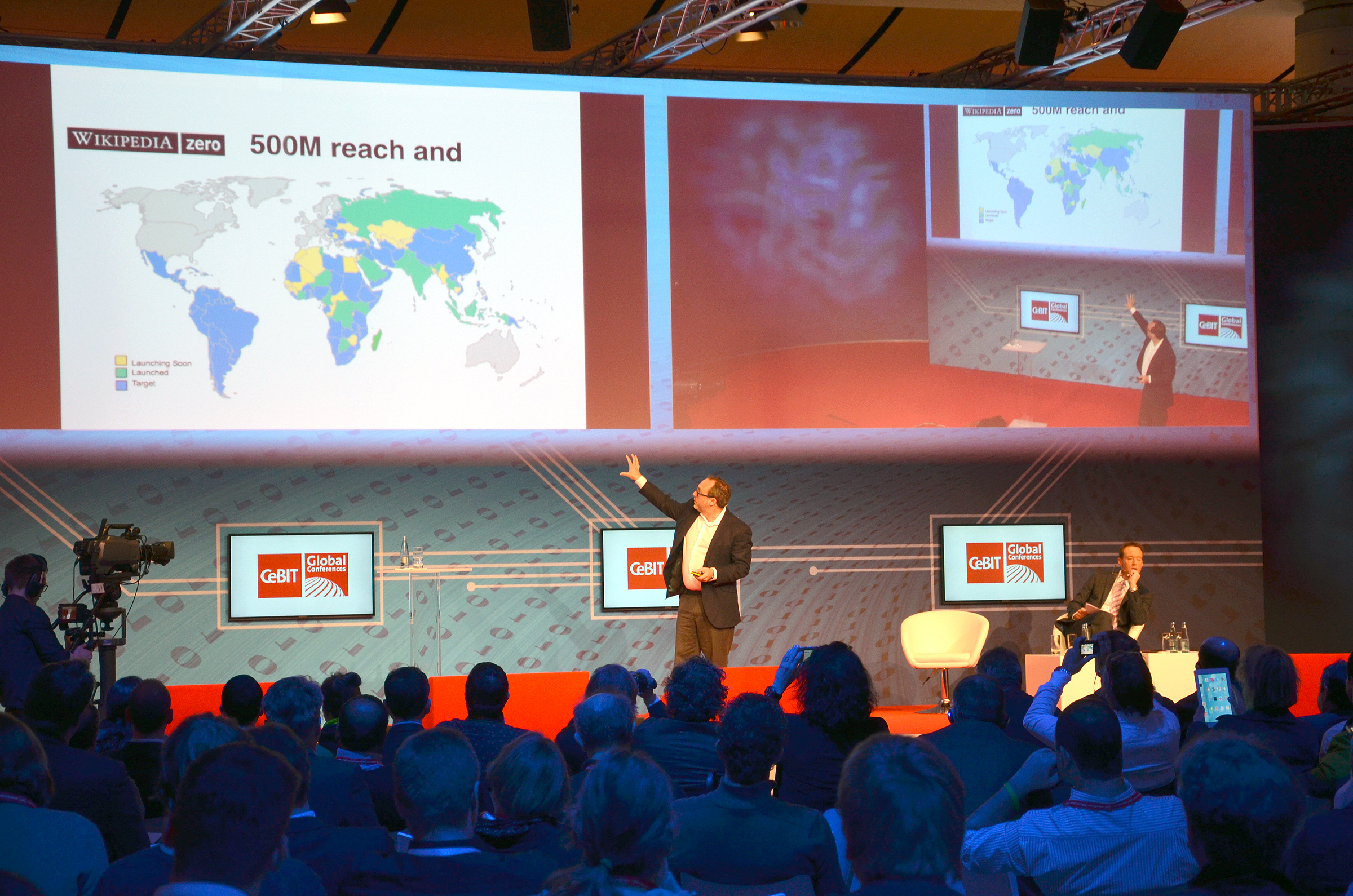
Jimmy Wales 2014 on CeBIT Global Conferences, Wikipedia Zero

CeBIT là một trong những hội chợ lớn nhất thế giới về kỹ thuật thông tin, được tổ chức hằng năm vào tháng Ba tại Hannover, Đức. CeBIT là chữ đầu tự của Centrum der Büro- und Informationstechnik (Trung tâm của Kỹ thuật Thông tin và Kỹ thuật Văn phòng). Người tổ chức hội chợ là Công ty cổ phần Hội chợ Đức (Deutsche Messe AG).
CeBIT phát triển từ phần triển lãm nằm trong khuôn khổ của Hội chợ Hannover được tổ chức hằng năm từ sau 1947. Bắt đầu từ năm 1970 phần triển lãm này được gọi là Trung tâm của Kỹ thuật Thông tin và Kỹ thuật Văn phòng (Centrum der Büro- und Informationstechnik) sau đó là Trung tâm thế giới dành cho các Kỹ thuật Truyền thông, Thông tin và Văn phòng (Welt-Centrum für Büro-, Informations- und Kommunikationstechnik).
Vào năm 1986 Hội chợ Hannover được chia ra thành Hội chợ công nghiệp Hannover và CeBIT độc lập, một phần cũng là kết quả của một sự phát triển liên tục cả về số lượng các hãng tham gia và về diện tích triển lãm. Ngày 12 tháng 3 năm 1986 CeBIT đầu tiên tách ra khỏi Hội chợ Hannover. Có 2.142 hãng các ngành kỹ thuật viễn thông, thông tin và văn phòng đã trưng bày các sản phẩm của họ trên 200.000 m² diện tích. Ngành viễn thông được đưa vào chương trình của CeBIT lần đầu tiên cũng vào năm này. Mặc dầu có một số chỉ trích về việc tách ra khỏi Hội chợ Hannover để trở thành CeBIT riêng biệt đầu tiên, khoảng 334.000 khách đã đến tham quan hội chợ. Từ đó CeBIT đã phát triển sôi nổi hơn Hội chợ công nghiệp về mặt số lượng khách tham quan. Vào năm 1996 và 1998 CeBIT home ở Hannover được tổ chức như một chi nhánh của CeBIT, chủ yếu trưng bày các trò chơi trên máy tính, trò chơi trên các máy chuyên dụng (tiếng Anh: console), các phần cứng dùng trong trò chơi điện tử và các sản phẩm của ngành điện tử tiêu khiển. Hội chợ này được tổ chức luân phiên với hội chợ IFA ở Berlin (Đức). Games Convention là hội chợ kế thừa của CeBIT home. Mục đích của CeBIT home là kéo các khách cá nhân ra khỏi CeBIT vì họ làm phiền các khách tham quan chuyên môn.
Từ năm 1999 Công ty cổ phần Hội chợ Đức (Deutsche Messe AG) đã tổ chức thêm các triển lãm khác trên thế giới như CeBIT America ở Thành phố New York hay CeBIT Asia ở Thượng Hải.